# Pierre Du Moulin
Pour les articles homonymes, voir Du Moulin.
Pierre Du Moulin, né le 16 octobre 1568 à Buhy et mort le 10 mars 1658 à Sedan, est un pasteur et théologien protestant français réputé pour son orthodoxie. Il est connu comme premier pasteur du temple de Charenton et tenant de l'Académie de Sedan l'espace d'une trentaine d'années (1621-1658).

## Biographie

### Jeunesse
Pierre est le fils de de Joachim Du Moulin, pasteur protestant. Le 24 avril 1564, Joachim épouse en l'église d'Orléans, demoiselle Françoise Gabet, fille d'Innocent Gabet, juge pour le Roi, à Vienne en Dauphiné (qui sera tué par les catholiques peu après le massacre de la Saint-Barthélemy). De ce mariage sont issus cinq enfants : Esther, mère du pasteur et orientaliste Samuel Bochart, Joachim, Pierre et Éléazar et Marie, épouse du théologien André Rivet.
Joachim du Moulin, avec ses deux enfants, Esther et Joachim, âgés de trois ans et de un an, et sa femme enceinte de Pierre, fuyait la persécution ; il avait été chassé de son église de Mouy. Après avoir erré de retraite en retraite, la famille arrive au château de Buhy, en Vexin. Monsieur de Buhi, protestant, frère de Philippe Duplessis-Mornay, lui offrit un asile. C'est dans ces circonstances que naquit Pierre du Moulin, le 16 octobre 1568.
En 1570, l'édit de Pacification permit à Joachim de réunir toute sa famille à Cœuvres, où était réfugiée l'église protestante de Soissons, chez Jean Ier d'Estrées ; église dont il était le pasteur. Après le massacre de la Saint-Barthélémy, Antoine d'Estrées, qui succédait à son père, change de religion et chasse ses anciens protégés.
Ils trouvèrent la protection du duc de Bouillon, alors Henri-Robert de La Marck, et arrivèrent à Sedan le 3 janvier 1573. La mère, Françoise, mourut peu après leur arrivée, le 13 février 1573. L'année suivante, Joachim du Moulin se remaria, avec Guillemette d'Avrigny « de la maison d'Anserville». De ce second mariage naquirent trois enfants : Marie, Jean et Daniel.
Quelque temps après il alla de nouveau servir l'église réformée de Soissons, installée alors à Saint-Pierre-Aigle, laissant ses enfants à Sedan.
En 1584 Joachim du Moulin revint à Sedan pour s'y fixer. Pierre suivait les cours du collège, nouvellement fondé.

### Le théologien
En 1588, fuyant les guerres de la Ligue, il s'échappa en Angleterre. Il y devint le précepteur du fils de la comtesse de Rutland, lequel étudiait à Cambridge. C'est ainsi qu'il suivit les cours du docteur Wittaker. Durant les vacances, il allait à Londres au contact de l'église réformée wallonne.
Il était installé depuis quatre ans en Angleterre lorsqu'il se résolut à rejoindre Leyde où son ami François du Jon professait la théologie. Il accepta un poste de conrecteur, sorte de maître-adjoint, au collège de Leyde. Peu après, il fut admis, sur concours, à l'âge de vingt-quatre ans, professeur à l'Académie de Leyde. Il resta dans cette charge cinq ans et trois mois.
En 1595, il publia sa première œuvre, qui eut de nombreuses rééditions : La Logique françoise.
À Leyde, il prend pension chez Joseph Juste Scaliger, où il rencontre des personnages distingués et de grand mérite et s'y fait de puissants amis. Durant son séjour à Leyde, il fréquente, Paul Trude Choart, duc de Buzenval, alors ambassadeur de France à La Haye.
En 1599, il revient à Paris, où on lui confie le soin d'accompagner, avec la fonction de chapelain, la princesse Catherine de Bourbon en Lorraine. Chaque année d'abord, puis, à partir de 1603, tous les deux ans, il faisait le même voyage, qui durait trois mois. C'est au cours de ce voyage, en 1599, qu'il rencontra à Vitry-le-François, Marie Colignon, « demoiselle de la Religion » ; il l'épouse à son retour en France.
Il s'installe ainsi, en 1599, à Grigny, comme pasteur, puis se déplace, vers 1603, dans la paroisse d'Ablon. Pierre Du Moulin fut le premier pasteur du temple de Charenton.
En août 1605, il est député à l'assemblée politique générale de l’Église réformée qui se tient à Châtellerault.
Il passe ainsi une quinzaine d'années de controverses, contre les catholiques, mais aussi contre certains réformés. Il est appelé en 1615 en Angleterre pour y travailler à une réunion des églises protestantes, et préside le synode d'Alès en 1620.
Dans cette année 1620, la situation politique se gâte pour les réformés. Pierre Du Moulin quitte alors la France pour Sedan où il arrive le 16 janvier 1621, pour quelque temps pensait-il ; il y resta 37 ans, jusqu'à sa mort.
Il sera l'une des personnalités les plus puissantes et les plus influentes de l'Académie de Sedan et le précepteur de Frédéric-Maurice de La Tour d'Auvergne.
Vers 1638, il écrit Esclaircissement des controverses salmuriennes qui circulera neuf ans à l'état de manuscrit avant d'être imprimé ; il en permit la publication en 1647.

## Parenté
Il est le père de : 
- Pierre Du Moulin (né le 24 avril 1601 - mort en 1684), son fils ainé, chapelain de Charles II d'Angleterre et chanoine de Cantorbéry. Il est l'auteur du Traité de la paix de l'âme et du contentement de l'esprit et d'une Semaine de méditations et de prières, avec une préparation pour la sainte Cène, 1662.
- Esther Du Moulin (1603-1639), elle épouse Daniel Jurieu, ministre de Mer dans l'Orléanais dont elle a pour fils le théologien et professeur à l'Académie de Sedan, Pierre Jurieu.
- Louis Du Moulin (né le 25 octobre 1605-mort en 1683) , auteur de polémiques contre le catholicisme et d'un Paraenesis ad Edificatores Imperii in Imperio, dédié à Olivier Cromwell.
- Cyrus Du Moulin (né en 1608), qui devint pasteur à Châteaudun et fut le beau-père de Jacques Basnage et de Pierre Jurieu.
- Marie Du Moulin (supposée née à Sedan en 1620 ou 1621-morte à La Haye en février 1699), « versée dans l'hébreu, la logique, la physique et la morale et dans d'autres sciences, elle entretint longtemps un commerce de lettres hébraïques avec la docte Mlle de Schurman […] [Elle] a triomphé un jour du fameux père Adam, jésuite[10] (…). Bayle l'a signalée comme une personne de grand mérite. Jurieu a dit que cette illustre fille, fort amie de M. de Bleswik, avait des degrés d'habileté et de connaissance qui ne sont pas ordinaires aux personnes de son sexe. Elle a mérité d'être inscrite par Colomiés parmi les savans français qui ont su la langue sainte[11]. »

## Publications
Il est l'auteur de plus de 75 ouvrages, en particulier :
- La philosophie françoise de Pierre Du Moulin : Elémens de la logique françoise, 1re éd. en 1596, de nombreuses rééd. dont : Rouen : Jacques Caillouë, 1627 lire en ligne
- Théophile ou de l’amour divin, La Rochelle, 1609 lire en ligne
- Apologie pour la saincte cène du Seigneur, contre la présence corporelle et transsubtantiation, La Rochelle, 2e éd., 1609 lire en ligne
- Bouclier de la foy ou Défense de la confession des Églises Réformées du Royaume de France. Contre les objections du Sr Jehan Arnoux Rionnois Jesuite - livre auquel sont décidées toutes les principales controverses entre les Églises réformées, & l’Église romaine, Genève, Pierre Aubert, 1619 lire en ligne
- Accroissement des Eaux de Siloé, pour esteindre le feu de Purgatoire, & noyer les Satisfactions humaines & les Indulgences Papales, Genève, Pierre Aubert, 1614 lire en ligne.
- De monarchia temporali pontificis romani liber, quo imperatoris, regum et principum iura adversus usurpationes papae defenduntur, Londres, 1610 et Genève, Auberti, 1614.
- Copie d'une lettre de Monsieur de Moulin, Ministre en l’Église reformée à Paris, escripte à un sien Amy en Hollande, Schiedam, Adrien Corneille ; La Haye, Arnauld Meuris, 1617 lire en ligne
- Accomplissement des Prophéties, où est montré que les prophéties de S. Paul, & de l'Apolalypse, & de Daniel, touchant les combats de l'Église sont accomplies, Sedan, Abdias Buyzard, 1624 lire en ligne
- Véritable narré de la conférence entre les sieurs Pierre Du Moulin & Gontier ; secondé par Madame la baronne de Salignac, Genève, Pierre Aubert, 1625 lire en ligne.
- Nouveauté du Papisme, Opposée à L'Antiquité du Vray Christianisme, contre le livre de Mr le Cardinal du Perron, Genève, Pierre Chouët, 1627 lire en ligne.
- L'anti-barbare, ou du langage incogneu : tant ès prières des particuliers qu'au service public, Genève, Pierre Aubert, 1631 lire en ligne
- Anatomie de la messe, où est monstré par l'Escriture saincte & par les tesmoignages de l'Ancienne Église, que la Messe est contraire à la parole de Dieu, & éloignée du chemin du Salut, Genève, Pierre Chouët, 1636 lire en ligne
- Le Capucin. Traitté, auquel est descrite et examinee l'Origine des Capucins, leurs Vœux, Reigles, & Disciplines.
- Trois sermons faits en présence des Pères Capucins qui les ont honorez de leur présence, Genève, Jacques Chouët, 1641 lire en ligne
- Elementa Logica ab autore recognita, Raphelengii, Ex Officina Plantiniana, 1553 lire en ligne
- Décades de Sermons par Pierre du Moulin, Sedan, François Chayer, 1656 lire en ligne
- Semaine de méditations et de prières ; avec une préparation pour la Sainte Cène, plusieurs éditions dont à La Haye, Abraham Troyel, 1695 lire en ligne
- Esclaircissement des controverses salmuriennes, ou défense de la doctrine des Églises réformées, Genève, Pierre Aubert, 1648 lire en ligne
- Saintes prières, plus divers traitez, Genève, I. Ant. & Samuel de Tournes, 1666 lire en ligne

En outre, il laissa un manuscrit autobiographique. Ce manuscrit ne reçut une édition qu'au milieu du  XIXe siècle dans le Bulletin de la Société de l'histoire du protestantisme français, Paris, 1858, p. 170-182 lire en ligne, 333-344 lire en ligne & 465-477 lire en ligne.
Il existe aussi le compte rendu d'un débat avec un prédicateur italien Jean Gontery (ou Gontieri): Véritable narré de la conférence entre les Sieurs Du Moulin et Gontier, secondé par Madame la Baronne de Salignac, suivi de Response du Sieur du Moulin aux lettres du sieur Gontier, escrites au Roy sur le sujet de leur conférence, Genève, pour Pierre Aubert, 1625, 32 p. lire en ligne